# ام‌وی کلیمور
ام‌وی کلیمور (به انگلیسی: MV Claymore) یک کشتی است که طول آن ۲۳۰ فوت (۷۰٫۱ متر) می‌باشد. این کشتی در سال ۱۹۷۸ ساخته شد.